# ألفرد براندون (سياسي)
ألفرد براندون (بالإنجليزية: Alfred Brandon)‏ هو سياسي نيوزلندي، ولد في 1809 في لندن في المملكة المتحدة، وتوفي في 22 سبتمبر 1886. انتخب عضو مجلس النواب النيوزيلندي.